# Fox Life
Fox Life est une chaîne de télévision éditée par le groupe Fox Networks Group (FNG), qui diffuse des films, des documentaires et de nombreuses séries.
Elle possède des déclinaisons en Italie, Portugal, Bulgarie, Japon, Amérique latine, Turquie, Slovénie, Croatie, Bosnie-Herzégovine, Serbie, Roumanie, Monténégro, Macédoine, Albanie, Espagne, France, Pays baltes, Grèce, Pays-Bas, Belgique et Lettonie.
Les éditions de la France et du Japon ont cessé leurs activités.

## Versions

### En Pologne
Elle est devenue Fox Comedy au début de 16 janvier 2015.

### En Italie
La chaîne est disponible sur le canal 114 et Fox Life +1 sur le canal 115 de Sky Italia. La chaîne est disponible en haute définition depuis le 1er février 2012. Il y a également eu Fox Life +2 du 8 novembre 2010 au 26 octobre 2014, elle a cessé d'émettre le 1er juillet 2020.

### En Espagne
La chaîne remplace FOX Crime le 1er octobre 2014. Elle est disponible sur le canal 20 de Movistar+, sur le canal 41 de Vodafone et sur le canal 18 d'Orange. Elle est disponible en haute définition.

### Au Portugal
Elle a été lancée le 19 mai 2005 sur TV Cabo et Cabovisão. Elle est disponible sur Meo, Cabovisão, NOS et Vodafone. Elle est disponible en haute définition sur NOS et Vodafone.

### En France
Article détaillé : FOX Life (France)

### Au Japon
La chaîne est devenue FOX bs238 le 30 septembre 2011.

### En Amérique latine
Article détaillé : FOX Life (Amérique latine)

### En Belgique
En Belgique, la chaîne (néerlandophone) disparaît le 22 septembre 2015.

## Programmes
La chaîne diffuse des séries télévisées internationales.
- The Good Fight
- Modern Family
- Bones
- Drama
- Desperate Housewives
- Good Doctor
- Dre Mary : mort sur ordonnance